# Featuring Lutherion III
Featuring Lutherion III — студийный альбом немецкой готической группы Garden Of Delight, вышедший в 2007 году на лейбле Trisol и завершающий музыкальную трилогию Lutherion.

## Об альбоме
Featuring Lutherion III вышел также в лимитированном издании на двух дисках, в котором к нему прилагался постер, а также мультимедийный контент, содержавший историю создания альбома на восьми языках. Кроме того, в ограниченное издание альбома вошёл бонус-трек — кавер-версия песни культовой готической группы Bauhaus «Dark Entries».
Буклет к альбому был выполнен в оригинальной стилистике, в частности, часть текста была умышленно напечатана в зеркальном отображении. Первое европейское издание диска вышло с пометкой Parental Advisory из-за антихристианских мотивов в текстах. В России альбом издавался лейблом Irond Records.
Featuring Lutherion III занял первое место в международном готическом чарте по итогам 2007 года.

## Тематика и стиль
На альбоме преобладает тематика, связанная с оккультизмом и мифологией (например, песня «Sacred Rites», по словам лидера группы Артауда Сета, навеяна шаманскими ритуалами, а концепция альбома в целом вдохновлена франкмасонством). В то же время музыканты признавались, что на их творчество в данный период повлияла литература ужасов и фильмы в жанре хоррор, что привело к активному использованию различных семплов, создающих гнетущее впечатление. Кроме того, в отдельных композициях, таких как «The Abyss», заметно влияние музыкального стиля дарк-эмбиент.
Альбом является концептуальным и насыщен различными символами. Его сюжет построен вокруг судьбы вымышленной девочки по имени Мэри Фенроз, которую похищает и убивает некий фанатик, желающий таким образом предотвратить осуществление древнего пророчества. В текстах песен «агрессивное» патриархальное христианство противопоставляется культу женского начала.
Featuring Lutherion III получил в целом положительные отзывы от европейских музыкальных критиков, а Томас Тиссен из влиятельного музыкального журнала Sonic Seducer назвал альбом лучшим из всех, что когда-либо записывали GOD.

## Список композиций
Все тексты: Артауд Сет. Музыка: Garden Of Delight.
1. «Prelude» — 1:46
2. «Illuminate» — 4:56
3. «Codex» — 1:02
4. «Sacred Rites» — 4:10
5. «The Abyss» — 9:47
6. «Sangreal» — 4:59
7. «Dogma» — 5:49
8. «Venus Rising» — 6:16
9. «Godsend» — 3:22
10. «In Memoriam» — 17:54
11. «Illuminate (Idra Sultra)» (bonus track) — 4:08
12. «Illuminati Revealed» (bonus track) — 5:50
13. «Path of Illumination» (bonus track) — 4:36

Бонус-треки представляют собой би-сайды — другие версии песни Illuminate.

## Участники записи
- Артауд Сет — вокал
- Нильс Хербиг — гитара
- Майк Йорк — гитара
- Ява Сет — бас-гитара